# Phytoecia griseola
Phytoecia griseola là một loài bọ cánh cứng trong họ Cerambycidae.